# 索斯尼夫卡 (卡明-卡希爾西基區)
51°42′0″N 25°14′41″E / 51.70000°N 25.24472°E
索斯尼夫卡（烏克蘭語：Соснівка），是烏克蘭西北部的村莊，隸屬沃倫州的卡明-卡希爾斯基區。該村面積1.45平方公里，海拔高度152米，2001年人口467，人口密度每平方公里321.85人。